# Józef Kaban
Józef Kaban-Korski (ur. 1886 w Krakowie, zm. 25 grudnia 1969 tamże) – polski architekt, reprezentant modernizmu.

## Życiorys
Studiował w Wyższej Szkole Przemysłowej i Akademii Sztuk Pięknych w Krakowie. Stypendium pozwoliło mu na wyjazd w 1912 roku do Drezna i rozpoczęcie tam studiów architektonicznych – przerwała je jednak wojna. Tytuł inżyniera uzyskał dopiero w 1951 roku na Politechnice Krakowskiej na podstawie swojego dorobku architektonicznego.
Pierwszy architektoniczny sukces odniósł w 1912 roku w krakowskim konkursie na wzorcowe typy domów mieszkalnych. Projekt wyrastał z tendencji kształtującego się wówczas „stylu dworkowego”. Do Łodzi przybył na przełomie lat 1919/1920. Do końca lat dwudziestych piastował tu urząd architekta powiatowego.
Był ojcem architekta Witolda Korskiego, z którym wspólnie zaprojektował niektóre obiekty.
Wraz z Witoldem Korskim i Romanem Szymborskim w 1950 zdobył Nagrodę Miasta Łodzi za rozwiązanie architektoniczne Teatru Narodowego w Łodzi.

## Przykłady realizacji Józefa Kabana w Łodzi

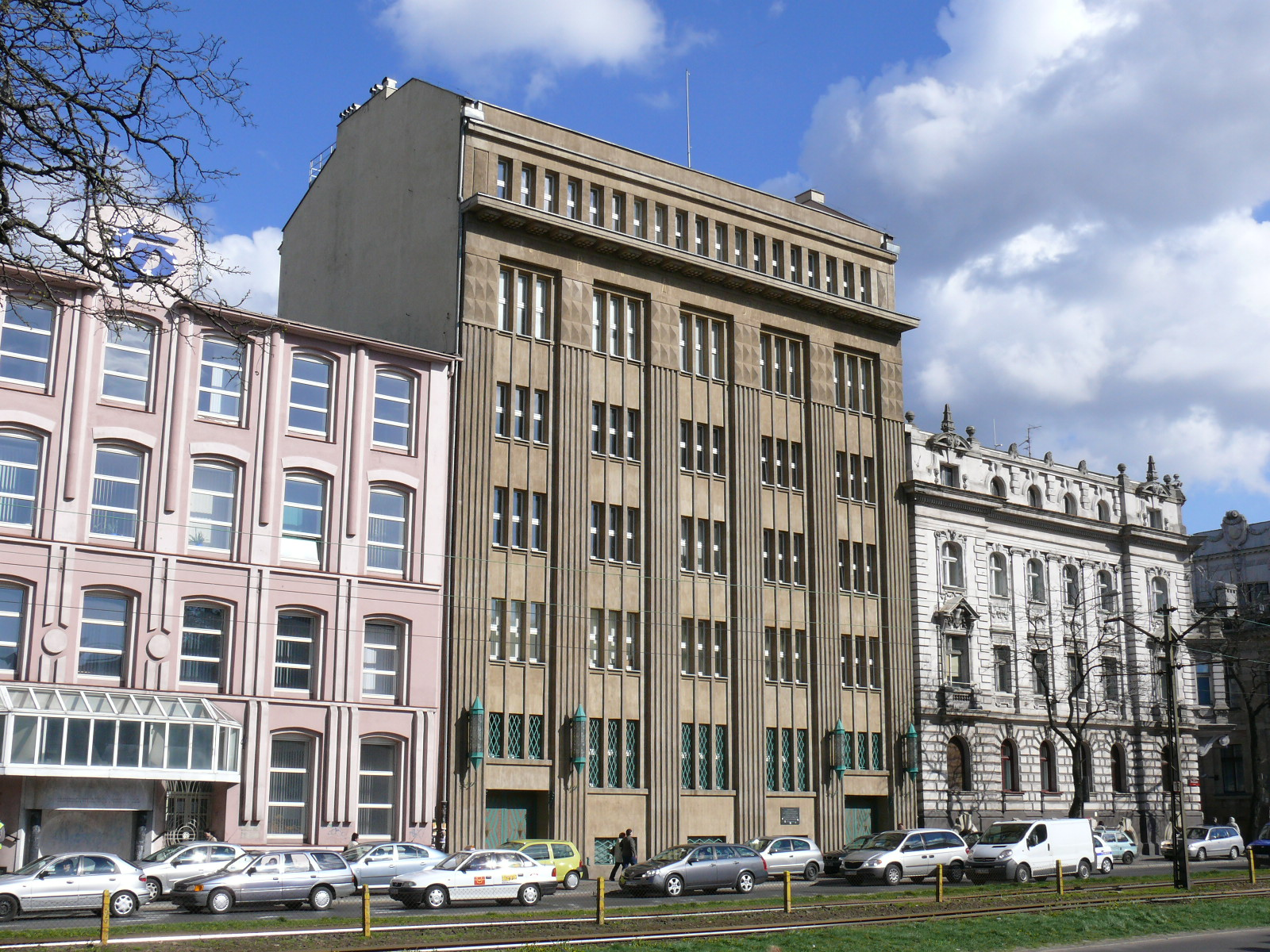
Budynek centrali telefonicznej PAST w Łodzi

- Pałac Biskupi przy ul. Skorupki 1, ukończony w 1924,
- Rzymskokatolicki kościół parafialny św. Kazimierza przy ul. Niciarnianej 7, budowa 1925-1936[3],
- gmach łódzkiej centrali telefonicznej PAST przy al. Kościuszki 12, budowa 1927-1928,
- Sąd Okręgowy przy pl. Dąbrowskiego 5, budowa 1927-1930,
- gmach Izby Skarbowej przy al. Kościuszki 83, projekt 1925, budowa 1927-1929,
- Fabryka Papierosów przy ul. Kopernika 62,
- Kościół Matki Boskiej Zwycięskiej w Łodzi przy ul. Łąkowej 40, budowa 1926-1938,
- Szpital Zakonu Bonifratrów św. Jana Bożego w Łodzi przy ul. Kosynierów Gdyńskich 61, budowa 1928-1939[4],
- Teatr Wielki w Łodzi,
- Dom Technika w Łodzi, budowa 1963-1966[5].

## Inne realizacje
- Zabytkowy Pałac w Nowym Bedoniu przy ul. Sienkiewicza (wybudowany w 1880 r.) projekt przebudowy w 1917 r.